# Scuola di Trebisonda

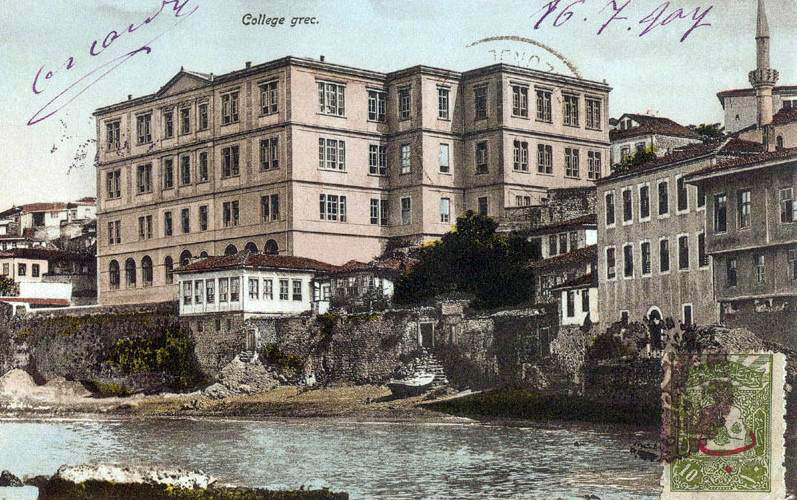

La scuola di Trebisonda, detta anche "il Faro d'Oriente", è stata descritta come la scuola della comunità greca di Trebisonda.

## Storia
Tale scuola è stata fondata nel 1682 dal grande maestro della nazione Sevastos Kyminitis da Trebisonda e ha funzionato, contro ogni previsione, fino al 1922, svolgendo un ruolo importante nella rigenerazione spirituale e morale dei greci del Ponto e lo sviluppo della coscienza nazionale.
Sponsor della scuola era un ricco mercante greco, non solo dalle vicinanze di Trebisonda e altrove, principalmente dalla Russia e danubiana. Tra i principali donatori vi furono nel XIX secolo K.L. Gikas e Mourouzis Alexander e nel XX secolo la famiglia Kallivazi (la più forte e la più ricca dello stile di famiglia greca), Charalambos Moumolof, i fratelli Aslanidis (dalla Russia meridionale Rostov) e molti altri.
Nel 1902 viene completata la costruzione del nuovo edificio della scuola. L'imponente edificio di quattro piani, collocato sulla spiaggia rocciosa di Trabzon, nonostante tutte le difficoltà venutesi a creare in seguito ai tumulti scoppiati nei pressi nel 1908 a causa del movimento dei Giovani Turchi.
Il Trattato di Losanna del 1923 ha messo fine non solo al funzionamento dell'istituzione, ma anche a tutti i tipi di attività analoghe in Asia Minore e nel Ponto, così migliaia di ortodossi di lingua greca hanno preso la via dell'esilio.